# WindEurope
WindEurope, anciennement Association européenne de l'énergie éolienne (EWEA), est une association européenne basée à Bruxelles, qui promeut l'utilisation de l'énergie éolienne en Europe. 

## Présentation
L'association compte plus de 600 membres, actifs dans plus de 50 pays, y compris des fabricants qui détiennent une part de premier plan du marché mondial de l'énergie éolienne, des fournisseurs de composants, des instituts de recherche, des associations nationales de l'énergie éolienne et des énergies renouvelables, des fournisseurs d'électricité, des sociétés de financement et des compagnies d'assurance.